# Kanton Saint-Dizier-Nord-Est
Der Kanton Saint-Dizier-Nord-Est war von 1982 bis 2015 ein französischer Wahlkreis im Arrondissement Saint-Dizier, im Département Haute-Marne und in der Region Champagne-Ardenne. Sein Hauptort war Saint-Dizier.

## Gemeinden
Der Kanton bestand aus zwei Gemeinden und einem Teil der Stadt Saint-Dizier (angegeben ist die Gesamteinwohnerzahl):
| Gemeinde              | Einwohner Jahr | Fläche km² | Bevölkerungsdichte | Code INSEE | Postleitzahl |
| --------------------- | -------------- | ---------- | ------------------ | ---------- | ------------ |
| Bettancourt-la-Ferrée | 1722 (2013)    | –          | – Einw./km²        | 52045      | 52100        |
| Chancenay             | 1055 (2013)    | –          | – Einw./km²        | 52104      | 52100        |
| Saint-Dizier          | 25.626 (2013)  | –          | – Einw./km²        | 52448      | 52100        |